# The Big L.
The Big L. – singel szwedzkiego duetu Roxette. Został wydany w sierpniu 1991 r. jako trzeci promujący album Joyride.

## Utwory
- The Big L.
- One is Such a Lonely Number
- The Big L. (The Bigger, The Better Mix)
- The Big L. (U.S. mix)